# Terry Etim
Terence Lee Etim (Liverpool, 11 de Janeiro de 1986) é um lutador de MMA Inglês, que atualmente compete no Peso Leve do Bellator. Ele é faixa marrom de Luta Livre Esportiva.

## Carreira no MMA

### Início da Carreira
Terry se tornou o Campeão Peso Leve do Cage Gladiators ao derrotar Greg Loughran por finalização no segundo round e com sucesso defendeu seu Título contra Sami Berik, novamente por Finalização no segundo round.
Etim lutou contra o espanhol Diego Gonzalez, luta que foi arbitrada pelo ex-Campeão Mundial Peso Pesado de Boxe Mike Tyson, no World Cage Fighting Championships. Etim venceu por Finalização no primeiro round.

### Ultimate Fighting Championship
Etim treina com o veterano do Pride Luciano Azevedo no Brasil na preparação para sua estréia no UFC contra Matt Grice no UFC 70 em Manchester. Depois de uma enxurrada de golpes que abaloaram Grice, Etim aplicou com uma joelhada voadora que foi bloqueada e que o fez ir contra a tela. De lá, Grice trabalhou seu seu ground and pound, mas quando a luta voltou de pé, Etim virou o jogo e aplicou uma guilhotina em pé. Etim levou Grice até o chão, ainda na guilhotina. Mas Grice conseguiu escapar rapidamente, porém Etim conseguiu uma outra guilhotina. Grice foi apagado na finalização e o árbitro Steve Mazzagatti interrompeu a luta com 12 segundos restantes para o fim do round.
Etim foi derrotado no UFC 75 para Gleison Tibau por Decisão Unânime. Etim foi controlado no chão por Tibau durante a luta, provocando vaias dos torcedores no local.
Em sua próxima luta, Etim teve sua segunda derrota na carreira e sua segunda derrota consecutiva, no UFC 84 para o veterano Rich Clementi por Decisão Unânime.
Etim encerrou sua série de derrotas após vencer Sam Stout por Decisão Unânime no UFC 89. Combinando chutes precisos com suas mão rápidas e jabs precisos, Etim controlou Stout durante a luta, só tendo que se defender de explosões, que muitas vezes pareciam desesparadas do canadense.
Terry conseguiu sua segunda vitória, contra o ex-Campeão Peso Leve do Palace Fighting Championship Brian Cobb por Nocaute Técnico no segundo round.
Terry sobreviveu a um knockdown no primeiro round e o nariz quebrado para derrotar Justin Buchholz no UFC 99 por Finalização no segundo round. Etim ganhou o bônus de $60,000 pela Finalizaçã da Noite.
Etim ganhou seu terceiro prêmio de Finalização da Noite após derrotar Shannon Gugerty em 14 de Novembro de 2009 no UFC 105 por Finalização no segundo round.
Etim enfrentou o faixa preta de Jiu Jitsu Brasileiro Rafael dos Anjos em 10 de Abril de 2010 no UFC 112. Etim foi derrotado por finalização no segundo round.
Etim era esperado para enfrentar Joe Lauzon em 28 de Agosto de 2010 no UFC 118, porém foi forçado a se retirar do card com uma lesão e foi substituído por Gabe Ruediger.
Etim enfrentou Edward Faaloloto em 5 de Novembro de 2011 no UFC 138, Etim mostrou habilidade por cima no chão e finalizou Faaloloto no primeiro round, e ganhou seu 4° prêmio de Finalização da Noite.
Etim enfrentou Edson Barboza em 14 de Janeiro de 2012 no UFC 142. Os dois lutaram em um ritmo constante, com Barboza arriscando mais golpes, e Etim tentando quedas. Etim foi nocauteado no terceiro round com um chute rodado. A performance de ambos lutadores lhes rendeu o prêmio de Luta da Noite.
Etim era esperado para enfrentar Joe Lauzon em 4 de Agosto de 2012 no UFC on Fox: Shogun vs. Vera. Porém, Etim foi forçado a se retirar da luta com uma lesão e foi substituído por Jamie Varner.
Etim enfrentou Reneé Forte em 16 de Fevereiro de 2013 no UFC on Fuel TV: Barão vs. McDonald e perdeu por Decisão Unânime. Após a derrota, Etim foi retirado da promoção.

### Bellator MMA
Etim enfrentou Patrick Cenoble em sua estréia no Bellator MMA, em 22 de Novembro de 2013 no Bellator 109 e venceu por decisão unânime.
Etim agora é esperado para enfrentar Derek Anderson em 21 de Março de 2014 no Bellator 113 pelas Quartas de Final do Torneio de Leves da Décima Temporada.

## Cartel no MMA
| Cartel no MMA   |             |            |
| 21 lutas        | 16 vitórias | 5 derrotas |
| Por nocaute     | 2           | 1          |
| Por finalização | 12          | 1          |
| Por decisão     | 2           | 3          |

| Res.    | Cartel | Oponente         | Método                                    | Evento                             | Data       | Round | Tempo | Local                   | Notas                                                  |
| ------- | ------ | ---------------- | ----------------------------------------- | ---------------------------------- | ---------- | ----- | ----- | ----------------------- | ------------------------------------------------------ |
| Vitória | 17-5   | Derek Anderson   | Decisão (unânime)                         | Bellator 113                       | 21/03/2014 | 3     | 5:00  | Mulvane, Kansas         | Quartas de Final do Torneio de Leves da 10ª Temporada. |
| Vitória | 16-5   | Patrick Cenoble  | Decisão (unânime)                         | Bellator 109                       | 22/11/2013 | 3     | 5:00  | Bethlehem, Pennsylvania |                                                        |
| Derrota | 15-5   | Reneé Forte      | Decisão (unânime)                         | UFC on Fuel TV: Barão vs. McDonald | 16/02/2013 | 3     | 5:00  | Londres                 |                                                        |
| Derrota | 15–4   | Edson Barboza    | Nocaute (chute rodado)                    | UFC 142                            | 14/01/2012 | 3     | 2:02  | Rio de Janeiro, RJ      | Luta da Noite                                          |
| Vitória | 15–3   | Edward Faaloloto | Finalização (guilhotina)                  | UFC 138                            | 05/11/2011 | 1     | 0:17  | Birmingham              | Finalização da Noite                                   |
| Derrota | 14–3   | Rafael dos Anjos | Finalização (chave de braço)              | UFC 112                            | 10/04/2010 | 2     | 4:30  | Abu Dhabi               |                                                        |
| Vitória | 14–2   | Shannon Gugerty  | Finalização (guilhotina)                  | UFC 105                            | 14/11/2009 | 2     | 1:24  | Manchester              | Finalização da Noite                                   |
| Vitória | 13–2   | Justin Buchholz  | Finalização (d'arce choke)                | UFC 99                             | 13/06/2009 | 2     | 2:38  | Cologne                 | Finalização da Noite                                   |
| Vitória | 12–2   | Brian Cobb       | Nocaute Técnico (chute na cabeça e socos) | UFC 95                             | 20/02/2009 | 2     | 0:10  | London                  |                                                        |
| Vitória | 11–2   | Sam Stout        | Decisão (unânime)                         | UFC 89                             | 18/10/2008 | 3     | 5:00  | Birmingham              |                                                        |
| Derrota | 10–2   | Rich Clementi    | Decisão (unânime)                         | UFC 84                             | 24/05/2008 | 3     | 5:00  | Las Vegas, Nevada       |                                                        |
| Derrota | 10–1   | Gleison Tibau    | Decisão (unânime)                         | UFC 75                             | 08/09/2007 | 3     | 5:00  | London                  |                                                        |
| Vitória | 10–0   | Matt Grice       | Finalização Técnica (guilhotina)          | UFC 70                             | 21/04/2007 | 1     | 4:38  | Manchester              | Estréia no UFC; Finalização da Noite                   |
| Vitória | 9–0    | Sami Berik       | Finalização (chave de braço)              | Cage Gladiators 3                  | 03/12/2006 | 2     | 1:24  | Liverpool               |                                                        |
| Vitória | 8–0    | Edgars Podnieks  | Finalização (mata leão)                   | RTT: Road to Tokyo                 | 15/10/2006 | 1     | 0:46  | Wolverhampton           |                                                        |
| Vitória | 7–0    | Greg Loughran    | Finalização (mata leão)                   | CG II: The Next Generation         | 03/09/2006 | 2     | 2:50  | Liverpool               |                                                        |
| Vitória | 6–0    | Danny van Bergen | Finalização (chave de braço)              | Cage Gladiators 1                  | 22/05/2006 | 1     | 0:50  | Liverpool               |                                                        |
| Vitória | 5–0    | Diego Gonzalez   | Finalização (triângulo)                   | WCFC: No Guts No Glory             | 18/03/2006 | 1     | 0:59  | Manchester              |                                                        |
| Vitória | 4–0    | Kamel Nacer      | Finalização (triângulo)                   | CFC 6: Cage Carnage                | 04/12/2005 | 1     | N/A   | Liverpool               |                                                        |
| Vitória | 3–0    | Aaron Blackwell  | Finalização (guilhotina)                  | CFC 5: Cage Carnage                | 04/09/2005 | 1     | 0:58  | Liverpool               |                                                        |
| Vitória | 2–0    | Neil Barber      | Nocaute (chute na cabeça)                 | CFC 4: Cage Carnage                | 03/07/2005 | 2     | 1:55  | Liverpool               |                                                        |
| Vitória | 1–0    | Kris Leverton    | Finalização (triângulo)                   | Ultimate Ring Fighting             | 12/05/2005 | 1     | N/A   | Stockport               |                                                        |